# Malik Monk
Malik Monk (ur. 4 lutego 1998 w Jonesboro) – amerykański koszykarz, występujący na pozycji rzucającego obrońcy, obecnie zawodnik Sacramento Kings.
Wystąpił w trzech meczach gwiazd szkół średnich – McDonalds All-American, Jordan Brand Classic (wszystkie w 2016) i Nike The Trip (2015), w drugim z wymienionych został uznany MVP. Zdobył też tytuł najlepszego zawodnika szkół średnich stanu Arkansas (2016). W 2015 został wybrany MVP turnieju Nike Global Challenge, zaliczono go także do I składu imprezy w 2014.
6 sierpnia 2021 został zawodnikiem Los Angeles Lakers. 6 lipca 2022 dołączył do Sacramento Kings.

## Osiągnięcia
Stan na 19 stycznia 2023, na podstawie, o ile nie zaznaczono inaczej.
NCAA
- Uczestnik rozgrywek Elite Eight turnieju NCAA (2017)
- Mistrz:
  - turnieju konferencji Southeastern (SEC – 2017)
  - sezonu zasadniczego SEC (2017)
- Zawodnik roku konferencji SEC (2017 według Associated Press)[5]
- Najlepszy:
  - pierwszoroczny zawodnik SEC (2017)[6]
  - nowo przybyły zawodnik SEC (2017)
- Laureat nagrody Jerry West Award (2017)[7]
- Zaliczony do:
  - I składu:
    - SEC (2017)
    - najlepszych:
    - pierwszorocznych zawodników SEC (2017)
    - nowo przybyłych zawodników SEC (2017)

  - II składu All-American (2017)
- Lider konferencji SEC w[8]:
  - skuteczności rzutów za 3 punkty (2017)
  - liczbie:
  - punktów (754 – 2017)
  - celnych (251) i oddanych (558) rzutów z gry (2017)
  - celnych (104) i oddanych (262) rzutów za 3 punkty (2017)

Reprezentacja
- Mistrz świata U–17 (2014)